# 小行星210030
小行星210030（210030 Taoyuan），臨時編號2006 MF13，是一顆位於小行星帶的小行星。由就讀於廣州中山大學的中國天文愛好者葉泉志和台灣國立中央大學鹿林天文台楊庭彰於2006年6月24日發現。
因為管理鹿林天文台的國立中央大學位於台灣桃園市，於2011年6月15日命名為桃園。
桃園小行星直徑約1到2公里，發現時位於天蠍座。

## 外部連結
- 吳縣長贈送印有「桃園小行星」押花畫作給中央大學感謝將發現的小行星命名為「桃園」[永久]

| 前一小行星： 小行星210029 | 小行星列表 | 後一小行星： 小行星210031 |